# Haploclastus satyanus
Haploclastus satyanus is een spinnensoort in de taxonomische indeling van de vogelspinnen (Theraphosidae).
Het dier behoort tot het geslacht Haploclastus. De wetenschappelijke naam van de soort werd voor het eerst geldig gepubliceerd in 1978 door Barman.